# ジョー・ロバート・コール
ジョー・ロバート・コール（Joe Robert Cole, 1980年1月1日 - ）は、アメリカ合衆国の映画監督、脚本家、編集技師、俳優、テレビプロデューサーである。

## 人物
トゥルークライム・アンソロジーシリーズ『アメリカン・クライム・ストーリー』の第1シーズン『O・J・シンプソン事件』への参加により全米脚本家組合賞を獲得したことで知られる。また映画『ブラックパンサー』にも脚本家の1人として参加した。

## 生い立ち
カリフォルニア州サンフランシスコに生まれる。カレッジ時代に作家を志し、その後すぐにカリフォルニア大学バークレー校に入学する。

## キャリア
大学在学中に映画界に入り、2006年の映画『ATL』に脚本家として参加するもクレジットはされなかった。2011年には初の監督長編映画『Amber Lake』が公開された。
「『チャイナタウン』スタイルの警察ものの脚本」を書いた後、コールはマーベル・スタジオとのミーティングに招待され、ウォーマシーンを映画化する企画があることを伝えられた。コールは脚本執筆を決めたが、その後マーベルは『ウォーマシーン』を中止した。マーベルはその後もライターズ・プログラムに彼を誘った。
2014年にコールはインヒューマンズ関連の映画の脚本を書いた。
2016年にテレビシリーズ『アメリカン・クライム・ストーリー』の第1シーズン『O・J・シンプソン事件』に共同プロデューサーとして参加し、また第5話「公判開始」と第8話「囚われの陪審員」の脚本を書いた。
『O・J・シンプソン事件』の作業中にコールはマーベル・スタジオのプロデューサーのネイト・ムーアにアプローチされ、ブラックパンサーの脚本を書くこととなった。コールはコンペティションのうちの1人であったが、最終的に監督のライアン・クーグラーとの共同執筆が決まった。

## フィルモグラフィ

### 映画
| 年   | 日本語題 原題                                                        | 役割             |
| ---- | -------------------------------------------------------------------- | ---------------- |
| 2011 | Amber Lake                                                           | 監督・脚本・編集 |
| 2014 | White Dwarf                                                          | 出演（ジョー役） |
| 2018 | ブラックパンサー Black Panther                                       | 脚本             |
| 2020 | オールデイ・アンド・ア・ナイト: 終身刑となった僕 All Day and a Night | 監督・脚本       |

### テレビシリーズ
| 年   | 日本語題 原題                                                                                           | 役割                                       |
| ---- | --- | ------------------------------------------ |
| 2016 | アメリカン・クライム・ストーリー/O・J・シンプソン事件 The People v. O. J. Simpson: American Crime Story | 共同プロデューサー（計10話） 脚本（計2話） |